# 东京奇谭集
《东京奇谭集》为日本作家村上春树的短篇小说集，写作于长篇小说《天黑以后》之后，日文版于2005年9月由新潮社刊行，中文大陆译本2006年7月由上海译文出版社出版，译者为林少华。

## 收录内容
本书收录了村上春树于2005年发表在《新潮》的四篇短篇小说及一篇未在雜誌上發表過的短篇小說，包括：
- 偶然的旅人（偶然の旅人，初版于2005年《新潮》3月号）
- 哈纳莱伊湾（ハナレイ・ベイ，初版于2005年《新潮》4月号）
- 在所有可能找见的场所（どこであれそれが見つかりそうな場所で，初版于2005年《新潮》5月号）
- 天天移动的肾型石（日々移動する腎臓のかたちをした石，初版于2005年《新潮》6月号）
- 品川猴（品川猿，初版于新潮社）

## 相关评论
该书的译者林少华认为，书中屡屡出现的巧合实际上是作者对“偶然性”的捕捉和叩问，并将“偶然性”与出于对生活与生命的体察、出于直觉之中的灵感相联系。村上春树依然力图将灵魂信息和人性危机从世俗生活中析出，但并非延续以往所充斥的孤独与怅惘的风格，而更多的关注于“灵魂自救的焦虑以及对某种神秘感的关心和敬畏”。该书的责任编辑沈维藩则认为，该书在“奇谈怪论”的外表下所探讨的仍是人生的虚无。

## 影视改编
- 《哈纳莱伊湾》被翻拍为电影，吉田羊主演。[3]